# TTL 7437

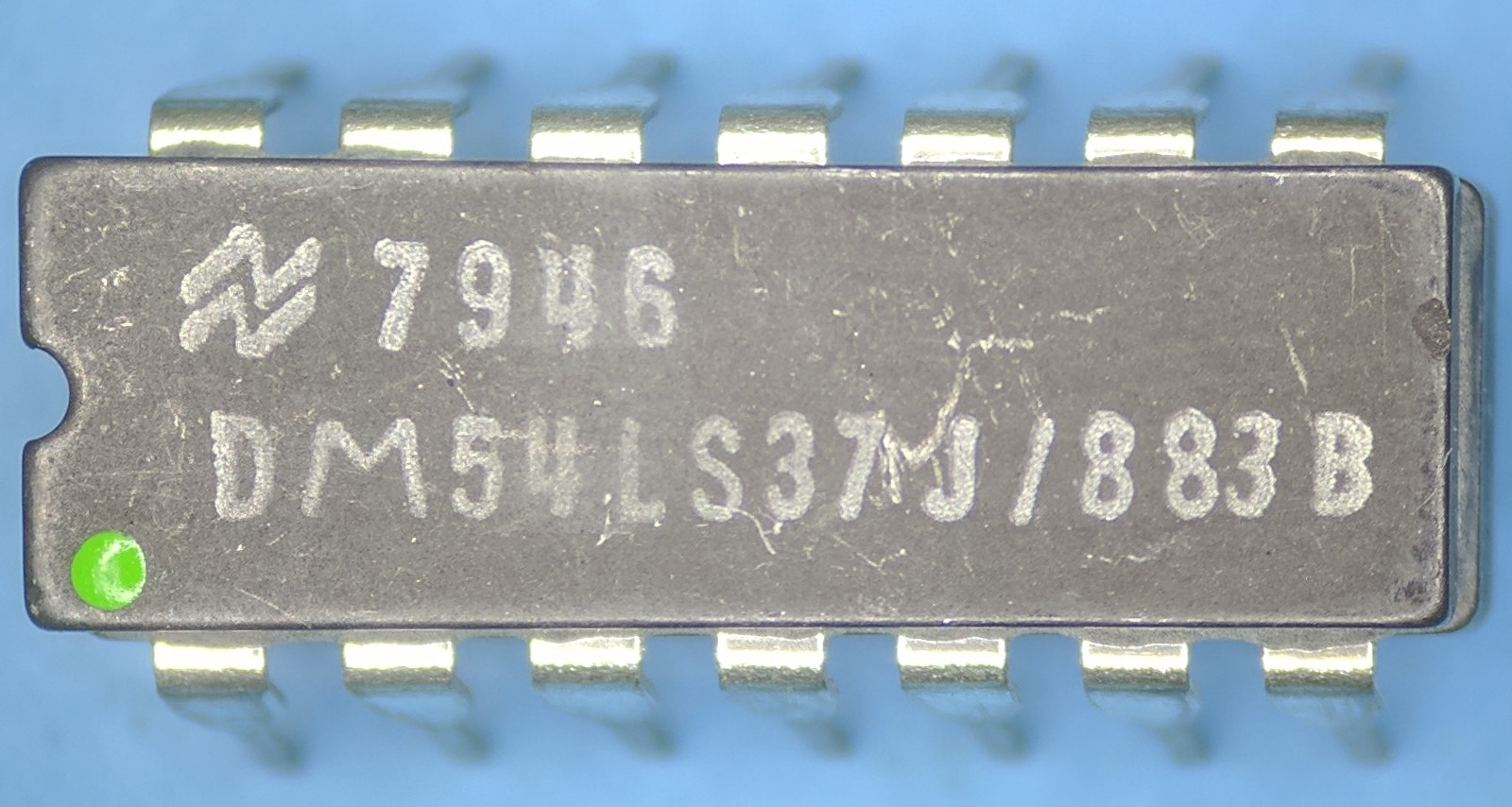
Circuito integrado DM54LS37J da National Semiconductor

Diagrama de pinos de um circuito integrado 74037

Um die de circuito integrado DM54LS37J

O circuito integrado TTL 7437 é um dispositivo TTL encapsulado em um invólucro DIP de 14 pinos que contém quatro portas NAND de duas entradas com saídas em buffer.

## Tabela-verdade
{\displaystyle /Y={\overline {AB}}}
| A (entrada) | B (entrada) | /Y (saída) |
| ----------- | ----------- | ---------- |
| L           | L           | H          |
| L           | H           | H          |
| H           | L           | H          |
| H           | H           | L          |

H (nível lógico alto)
L (nível lógico baixo)